# Manuel de Frias e Vasconcelos
Manuel de Frias e Vasconcelos (? — ?) foi um político brasileiro.
Foi presidente da província do Pará, de 8 de dezembro de 1858 a 23 de outubro de 1859.